# Mario Capuana
Mario Capuana (ca. 1600 Sicília – 1647 Noto) va ser un compositor italià de motets i un rèquiem.
Va exercir com a maestro di capella a la Catedral de Noto a la Província de Siracusa des de 1628 fins a la seva mort el 1647. Uns anys abans de la seva mort i també just després, fou publicat a Venècia un recull de les seves obres.

## Edicions
- Messa da Rèquiem a 4 (Venècia, pòstum 1650) – editada junt amb el Rèquiem (1653) de Bonaventura Rubino. 1999. Una còpia és conservada en el Archive del Cantar-Akademie Zu Berlín, completada amb comentaris en la lletra de Carl Friedrich Zelter.[6]
- Sacro Armonie Un tre voci contra Basso Continuo por sonar il Clavicembalo ò altro Stromento di Mario Capuana Maestro di Capella.[7]
- Mario Capuana Motetti concertati a due, tre, quattro e cinque voci (1649) edició 1998. – dincs de la sèrie de compositors sicilians del Renaixement que inclou Claudio Pari, Pietro Vinci, Antonio Il Verso, Antonio Formica, Tommaso Giglio, Anselmo Fazio, Giovan Pietro Flaccomio, Erasmo Marotta, Sigismondo d'India, Giandomenico Martoretta, Cataldo Amodei, Bartolomeo Montalbano, Bonaventura Rubino, i Vincenzo Gallo.

## Enregistraments
- Parce mihi, Domine. En Fabellae Sacrae per Savadi. Cassola 2008.
- Messa di defonti Un quattro voci (1650). Damunt RÈQUIEM – Mario Capuana – Bonaventura Rubino – Choeur de Chambre de Namur – conducta. Leonardo García Alarcón. Ricercar- 2014 (RIC 353)